# Чайка Василь Ясонович
Василь Ясонович Чайка (нар. 23 листопада 1913, Багва — пом. 2000) — український невропатолог, Заслужений лікар України.

## Життєпис
З 1944 по 1977 рік працював головним лікарем Сватівської психоневрологічної лікарні.
Визнаний одним з найкращих невропатологів України.

## Нагороди та відзнаки
- У 1954 році В. Я. Чайці було присвоєно звання «Заслужений лікар УРСР». У 1961 році був нагороджений орденом Трудового Червоного Прапора, у 1971 — орденом Леніна.
- Рішенням виконкому Сватівської міської ради від 24 жовтня 1973 року Чайка В. Я. «За вагомий внесок у розвиток охорони здоров'я, уміле керівництво колективом лікарні, відбудову та благоустрій селища Соснове» занесений до Книги Пошани з присвоєнням звання «Почесний громадянин міста Сватове».